# Danielle Dixson
Danielle L. Dixson es profesora asociada de biología marina en la Escuela de Ciencias y Políticas Marinas de la Universidad de Delaware, en Estados Unidos. Su investigación se centra en cómo el cambio inducido por los humanos en los ecosistemas marinos afecta al comportamiento de los animales. Su trabajo ha sido clave para comprender cómo la acidificación de los océanos afecta al comportamiento de los peces de los arrecifes de coral. Es autora de Sea Stories, una serie de libros infantiles basados en la literatura científica que pretende fomentar la concienciación sobre la conservación marina, las materias STEM y la visibilidad de las minorías desde una edad temprana. Es miembro de la Sociedad Internacional de Ecología Química y recibió el premio Early Career Award en 2019.

## Trayectoria
Dixson estudió Ciencias Marinas en la Universidad de Tampa, en Florida, y obtuvo su licenciatura en 2005. A continuación, obtuvo su doctorado en 2012 bajo la supervisión de Philip Munday, Geoffrey Jones y Morgan Pratchett en la Universidad James Cook de Australia. Desde 2011, trabajó como investigadora postdoctoral en el Instituto de Tecnología de Georgia hasta su nombramiento como profesora asistente en 2013. En 2015, comenzó como profesora asistente en la Universidad de Delaware antes de convertirse en profesora asociada en 2019.
La investigación de Dixson se centra en general en la relación de cómo los animales marinos perciben su entorno y cómo esto influye en sus decisiones. Sus principales áreas de investigación incluyen el papel de las señales químicas en los corales y los peces de arrecife, y la influencia de la acidificación de los océanos en el comportamiento de los peces.

### Denuncias de mala conducta
Dixson ha sido acusada de fabricar datos primarios por otros investigadores en el campo y es objeto de investigaciones institucionales en curso.

## Reconocimientos
- International Society of Chemical Ecology Early Career Award.[5]
- Fundación Nacional de Ciencias (NSF) Faculty Early Career Development Award.[12]
- James Cook University Outstanding Alumni Award.[13]

## Publicaciones (selección)
- William E Feeney; Rohan M Brooker; Lane N Johnston; et al. (27 November 2018). "Predation drives recurrent convergence of an interspecies mutualism". Ecology Letters. 22 (2): 256–264. doi:10.1111/ELE.13184. ISSN 1461-023X. PMID 30481409. Wikidata Q93340891.
- Philip L Munday; Danielle L Dixson; Jennifer M Donelson; Geoffrey P Jones; Morgan S Pratchett; Galina V Devitsina; Kjell B Døving (2 February 2009). "Ocean acidification impairs olfactory discrimination and homing ability of a marine fish". Proceedings of the National Academy of Sciences of the United States of America. 106 (6): 1848–1852. doi:10.1073/PNAS.0809996106. ISSN 0027-8424. PMC 2644126. PMID 19188596. Wikidata Q37100869.
- Göran E. Nilsson; Danielle L. Dixson; Paolo Domenici; Mark I. McCormick; Christina Sørensen; Sue-Ann Watson; Philip L. Munday (15 January 2012). "Near-future carbon dioxide levels alter fish behaviour by interfering with neurotransmitter function". Nature Climate Change. 2 (3): 201–204. doi:10.1038/NCLIMATE1352. ISSN 1758-678X. Wikidata Q56567483.